# Epideira quoyi
Epideira quoyi é uma espécie de gastrópode do gênero Epideira, pertencente à família Horaiclavidae.